# Karsten Nonbo
Karsten Nonbo (født 12. juli 1952) er kriminalassistent og tidligere medlem af Folketinget for partiet Venstre, valgt i Storstrøms Amtskreds fra 11. marts 1998.

## Biografi
Karsten Nonbo er født i Vordingborg og blev student fra Næstved Gymnasium i 1973, hvorefter han gik på Ollerup Gymnastikhøjskole 1973-74. Efter at have arbejdet ved landbruget i Australien i 1975 og i Canada 1976 blev han uddannet kriminalassistent på Statens Politiskole i 1978. Siden har han arbejdet ved politiet, blandt andet som SSP-arbejder 1990-98.
Af tillidshverv har Nonbo været formand for Fladså Håndboldklub 1984-88 og næstformand i Præstø Amts håndboldafdeling 1987-90. 
Politisk startede han som kommunalbestyrelsesmedlem i Fladså Kommune, indvalgt i 1990, og han blev socialudvalgsformand i 1994. Desuden var han formand for den kommunale ungdomsskole 1990-94. I 1995 blev han Venstres folketingskandidat i Præstøkredsen, og han blev indvalgt ved folketingsvalget 1998. Karsten Nonbo var første kandidat, der blev valgt ind fra Præstøkredsen siden tidl. statsminister Poul Hartling 25 år forinden. 
I Folketinget har han siden 2005 været sit partis forsvarsordfører og ordfører for trafiksikkerhed. Han opnåede ikke at blive genvalgt ved folketingsvalget i 2015.
2008 blev han Ridder af Dannebrog.

## Ekstern kilde/henvisning
- Karsten Nonbos egen hjemmeside Arkiveret 10. februar 2007 hos  Wayback Machine
- Karsten Nonbo på Folketingets hjemmeside  . Dato: 5. marts 2007.
- DRs politiske profil for Karsten Nonbo